# عبد اللطيف الحلو
عبد اللطيف الحلو مواليد 8 سبتمبر 1971 في سوريا، هو لاعب كرة قدم سوري سابق. كان يلعب في مركز الوسط.

## روابط خارجية
- عبد اللطيف الحلو على موقع عالم كرة القدم.نت (الإنجليزية)